# Project Zero
Project Zero, conocido como Fatal Frame en Estados Unidos y Zero (零 zero?) en Japón, es una saga de videojuegos de terror creada por el japonés Makoto Shibata. Es un exponente destacado del horror de supervivencia, y consta de cinco partes, una versión y dos spin-off, producidas por Tecmo. Project Zero ha cosechado excelentes críticas desde su creación, que han alabado su atmósfera sobrecogedora y la madurez de sus tramas, recibiendo a día de hoy, y a pesar de la antigüedad de los títulos principales de la serie, un sendo 9.1 de valoración media de los usuarios de Metacritic y siendo el primer título de la saga considerado por Ugo Network como el videojuego mejor escrito realizado jamás. Entrega tras entrega, y desde entonces, la serie se ha consolidado como uno de los títulos de referencia del género junto con sagas como Resident Evil y Silent Hill.
Las complejas tramas de Project Zero, perturbadoras, fatalistas y reconocibles por su tono pesimista y melancólico, giran alrededor de villas o ciudades malditas, presencias espectrales y oscuros ritos sintoístas que involucran sangrientos sacrificios humanos. Se trata de un título único en el género, ya que el jugador, que debe explorar laberínticas mansiones infestadas por los atormentados espíritus de todos aquellos que murieron allí en terribles circunstancias, no cuenta con más arma que una cámara fotográfica que posee la facultad de "capturar" la energía de estos entes y "neutralizarlos" temporalmente.
Mientras que los dos primeros juegos de la serie fueron lanzados para las consolas PlayStation 2 y Xbox, el tercero fue lanzado para PlayStation 2 y a partir del cuarto en exclusiva para Nintendo, siendo este para Wii solo en Japón y la quinta entrega exclusiva para Wii U. Ambos fueron remasterizados años después para Nintendo Switch, PlayStation 4, PlayStation 5, Xbox One, Xbox Series X/S y Microsoft Windows.

## Videojuegos de la saga

### Saga principal
- Project Zero - Disponible para PlayStation 2 y Xbox. (2001)

- Project Zero II: Crimson Butterfly - Disponible para PlayStation 2. (2003)

- Project Zero II: Crimson Butterfly Director's Cut - Disponible para Xbox. (2004)

- Project Zero 2: Wii Edition - Disponible para Wii. (2012)

- Project Zero 3: The Tormented - Disponible en exclusiva para PlayStation 2. (2005)

- Project Zero 4: Mask Of The Lunar Eclipse - Disponible en exclusiva para Wii. (2008)

- Project Zero 5: Maiden of Black Water - Disponible para Wii U. (2014)

- Project Zero 5: Maiden of Black Water Remastered - Disponible para Nintendo Switch, PlayStation 4, PlayStation 5, Xbox One, Xbox Series X/S y Microsoft Windows. (2021)

- Project Zero 4: Mask of the Lunar Eclipse Remastered - Disponible para Nintendo Switch, PlayStation 4, PlayStation 5, Xbox One, Xbox Series X/S y Microsoft Windows. (2023)

### Spin-off
- Real: Another Edition - Disponible para teléfonos móviles. (2004)

- Spirit Camera: La memoria maldita - Disponible para Nintendo 3DS. (2012)

## Película
Se estrenó una película en 2014 titulada Gekijōban Zero, también conocida como Fatal Frame: The Movie, dirigida por Mari Asato y protagonizada por Ayami Nakajō y Aoi Morikawa

## Novela
Una novela llegará de manos del escritor de misterio Eiji Otsuka.

## Cómic
Un cómic está siendo realizado por Shin Kinayashi, autor de obras como Kodansha y Kindaichi Case Files.